# آبشار بهرام بیگی
آبشار بهرام بیگی، در۵۰ کیلومتری غرب مرکز شهرستان دنا قرار گرفته‌است. آبشار بهرام بیگی از ارتفاعی حدود۳۵ متر با اب بسیار خنک و گوارا به سمت دره‌های پر پیچ خم که پوشیده از درختان چنار و گردو با قدمت چند صد ساله و پوشش گیاهی متنوع در دامنان آبشار زیبا به سمت دشت‌های پایین دست سرازیر می‌شود.

## مشخصات
آبشار بهرام بیگی در روستای دلی بهرام بیگی (سمندی) از توابع بخش مرکزی دنا است؛ که در ۵۰کیلومتری شمال غرب سی سخت و ۷۰ کیلومتری یاسوج مرکز استان کهگیلویه و بویراحمد قرار دارد.
- این ابشار در فصول بهار و تابستان هوا مطبوع و دلپذیر خواهد داشت و در زمستان هوای آن بسیار سرد خواهد بود.[۱]